# Castillo de Peñausende
El castillo de Peñausende fue una fortificación medieval que perteneció a la encomienda de la Orden de Santiago en la localidad española de Peñausende (Zamora, Castilla y León). 

## Historia y descripción
El castillo se erigió sobre la cumbre de un imponente farallón rasado y aislado que sin duda se eligió por sus especiales condiciones naturales para la defensa. En su vertiente sur se desarrolló la villa de Peñausende, con la iglesia de San Martín de Tours como primera edificación destacada.
De la fortaleza se conservan restos de varios lienzos de muralla y la base de algunos de sus cubos defensivos, además de una oquedad que pudo ser aljibe o mazmorra. Desde la cima es fácil intuir la existencia de restos de la segunda muralla defensiva, aunque está muy diluida entre la maraña de paredes —muros secos— que delimitan las fincas privadas adyacentes, allí denominadas cortinas y cortinos.
El paraje sobre el que se asentó, también llamado «El Castillo», se ha reconvertido, gracias a su altitud (909 m) en uno de los principales miradores del sur de la provincia de Zamora, permitiendo en los día claros divisar la comarca de Sayago, las tierras de Portugal situadas más allá de los Arribes del Duero, la ciudad de Zamora y la sierra de la Culebra, entre otras.
Del castillo existe una descripción del año 1528, efectuada por una delegación de visitadores santiaguistas, en la que se dice:

“… a ocho días del mes de diziembre anno suso dicho, nos, los visitadores, visitamos la fortaleza de la dicha villa de Pennausende y hallamos en ella por alcayde a Juan de Chaves al cual pedimos la entrega della e nos entregó las llaves e le echamos fuera de la dicha fortaleza e entramos en ella en nombre Vuestra Magestad, e rescibimos del pleyto omenaje segund fuero de Espanna e fecho visitamos la fortaleza la qual es toda a la redonda la muralla della piedra de mampuesto, por algunas partes es de piedra e barro e por otras partes es solamente de piedra seca. Antes de la entrada della hay una barrera de manpuesto que va a dar a la entrada de la dicha fortaleza. A la entrada della ay un cubo de piedra y cal, e el çimiento dél de cantería alonborado, razonablemente labrado; e entrando más dentro ay otra puerta de cantería ençima de la qual están dos escudos de piedra blanca con çiertas armas. Más alto, ençima de la dicha puerta, ay una garita, e entrando dentro, en el çircuyto de la dicha fortalez, ay en medio della una torre de omenaje de piedra de manpuesto e barro, la qual dicha torre está derribada en el suelo la meytad de ella e abierta por muchas partes, lo que está inhiesto para se benir al suelo; está entrando en el patio una cámara donde dixo el allcayde que echan trigo.

Gómez-Moreno describió el castillo de Peñausende en su libro «Catálogo monumental de España. Provincia de Zamora (1903-1905), Volumen 1», en el que dijo:

El tal castillo es un peñasco de roca caleña blanca, jaspeada de amarillo y rojo, que surge exento y tajado en redondo, sin otra subida que por angostos escalones y una hendidura hacia el noreste. Su cima forma una meseta de 63 pasos de diámetro, en la que subsisten algo de antigua cerca y un cubo de mampostería; además, un gran pozo y una socavación, en donde pudieron albergarse edificios. A la parte de suroeste extiéndense por bajo de la peña grandes berrocales.

El castillo de Peñausende ha sido catalogado dentro del grupo de los "castillos de peñabrava, castillos reales y castillos de frontera", formado tanto fortificaciones cristianas e islámicas. Este es un grupo heterogéneo, formado por un escaso número de ejemplares que se suelen caracterizar por estar enriscados y por haber sido abandonados en la Baja Edad Media.